# Cafius nauticus
Cafius nauticus är en skalbaggsart som först beskrevs av Leon Fairmaire 1849.  Cafius nauticus ingår i släktet Cafius och familjen kortvingar. Inga underarter finns listade i Catalogue of Life.